# FC Rànger's
FC Rànger's (kvůli sponzorství též nazýván Construccion Buiques Rànger's) je andorrský fotbalový klub. Sídlí ve městě Andorra la Vella. Tým hraje na stadionu Estadio Comunal de Aixovall, který má kapacitu 1 800 diváků.

## Historie
Klub byl založen v roce 1981, ale až od roku 1999 hraje v nejvyšších soutěžích. Od sezony 2001/02 klub hraje v nejvyšší soutěži.
FC Rànger's je také prvním andorrským fotbalovým klubem, který se zúčastnil Ligy mistrů. Vítězstvím v domácí lize se tým kvalifikoval do 1. předkola Ligy mistrů UEFA sezóny 2006/2007, ale byl vyřazen moldavským klubem FC Sheriff Tiraspol.

## Úspěchy
- Andorrská 1. fotbalová liga: – 2x (2006, 2007)
- Andorrský fotbalový superpohár: – 1x (2006)